# Славянское фэнтези

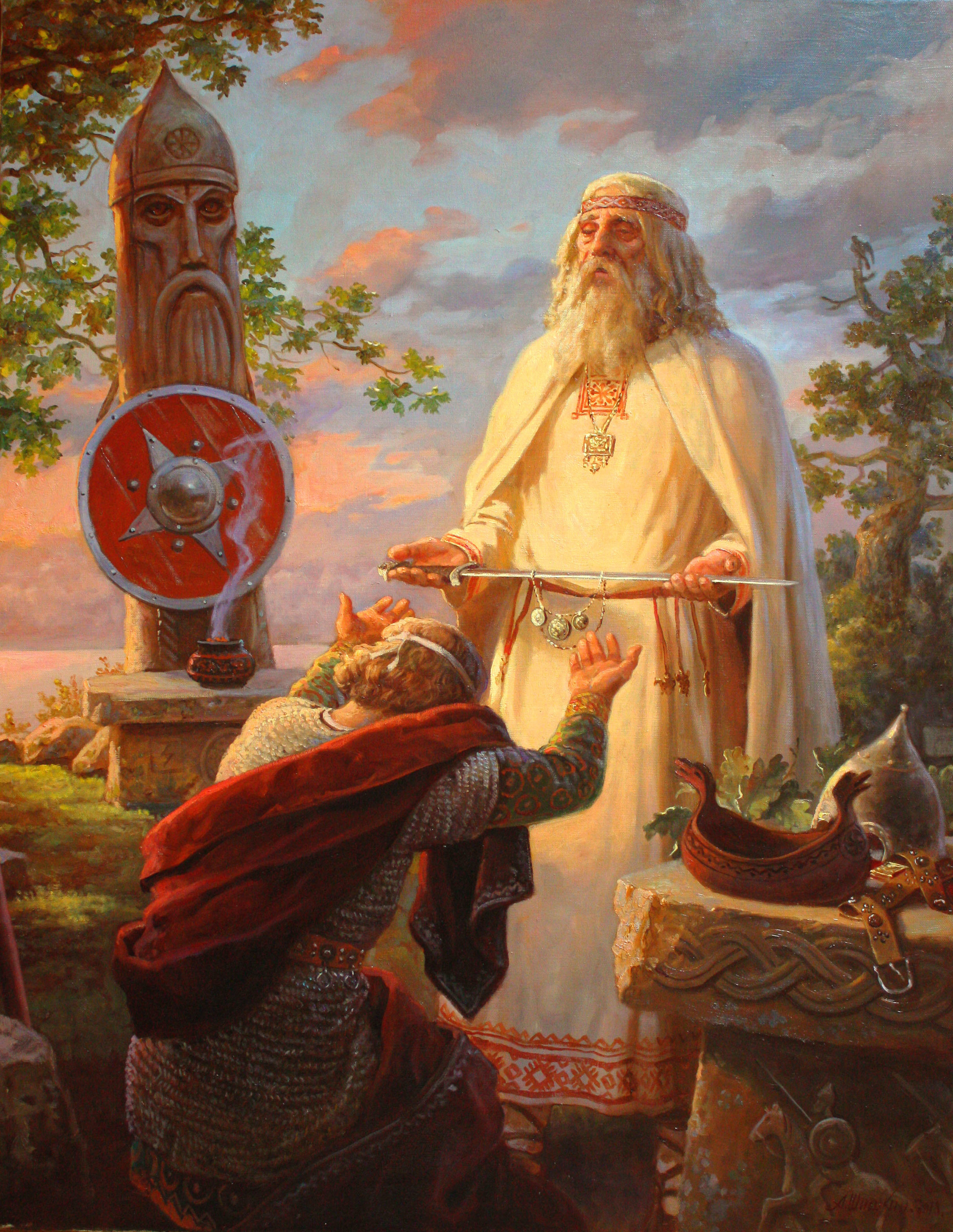
«Благословение ратника», Андрей Шишкин, 2018

Славянское фэ́нтези (славянская фэ́нтези) — поджанр (субжанр) современного искусства (фантастической литературы, кинематографа, видеоигр, изобразительного искусства), окончательно сформировавшийся на рубеже XX и XXI века. Славянское фэнтези отличает использование славянского фольклора (преданий, былин, мифов) в общих для фэнтези канонах построения произведений. Жанровые границы являются размытыми.
Представляет собой основное направление искусства, в рамках которого в настоящее время используется общественный интерес к культуре древних славян. Славянское фэнтези влияет на другие жанры массовой литературы (например, мейнстрим) в виде заимствования тем о происхождении русских и приёмов размещения фантастического сюжета в реальном географическом месте. Славянское фэнтези заимствует ряд идей из славянского неоязычества и славянской версии арийского мифа и, в свою очередь, само является одним из существенных источников для славянского неоязычества.
Разновидность жанра фэнтези в современной российской массовой литературе, имеющая определённую специфику, — проза сказочно-мифологического и приключенческого характера. Иногда в качестве синонима «славянскому фэнтези» используется термин «русское фэнтези», хотя последнее словосочетание чаще применяется для обозначения любого фэнтези, написанного на русском языке.

## История

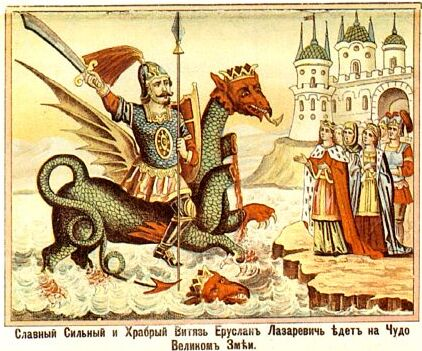
«Славный сильный и храбрый витязь Еруслан Лазаревич едет на Чудо великом Змее». Лубок, 1890

Как одно из направлений фантастической литературы, обладающее «устойчивым признанием многочисленной аудитории», сформировавшееся на рубеже XX и XXI века и появившееся вследствие коммерциализации литературной деятельности, славянское фэнтези получило наибольшее развитие с середины 1990-х годов.
Литературная традиция, в которую уходит корнями современное славянское фэнтези, насчитывает уже больше сотни лет. В качестве первоистоков иногда называют русские народные сказки и средневековые повести о Бове Королевиче и Еруслане Лазаревиче. В фантастических произведениях М. И. Попова, М. Д. Чулкова и В. А. Лёвшина о русских богатырях присутствуют элементы славянской мифологии и русской истории. По мнению кандидата филологических наук Е. Сафрон, их можно назвать своего рода предшественниками пушкинской поэмы «Руслан и Людмила». Из писателей XIX века в рамки фэнтезийного жанра вписывается Александр Вельтман с романами «Кощей Бессмертный» (1833) и «Святославович, вражий питомец» (1834).
В советское время повести и рассказы о волхвах, витязях, князьях и богатырях публиковались в ежегодных сборниках «Фантастика» издательства «Молодая гвардия». В 1989 году был напечатан классический для фэнтези о Киевской Руси роман С. Плеханова «Заблудившийся всадник».
В 1995 году был опубликован роман «Волкодав» Марии Семёновой. Затем появляются романы «Травень-остров» А. Семёнова, «Клинки» В. Васильева, первые книги цикла Л. Бутякова о князе Владигоре, дилогия Г. Романовой, «Ладога» О. Григорьевой, «Княжеский пир» Ю. Никитина, произведения С. Логинова, А. Белянина и других авторов. Юмористическое и пародийное славянское фэнтези представлено книгами А. Белянина[уточнить], циклом М. Г. Успенского о богатыре Жихаре, сериалом «Древнерусская игра». Произведения О. Григорьевой и Е. Дворецкой основаны на глубоком знании славянского фольклора и мифологии. К фэнтези на основе славянской мифологии и истории относятся такие произведения М. и С. Дяченко, как «Бастард», «Скрут», «Стократ» и др.; романы «Рубеж» и «Пентакль», написанные в соавторстве М. и С. Дяченко, А. Валентиновым, Г. Л. Олди; цикл «Ория» А. Валентинова и частично — его же цикл «Око силы»; романы Г. Л. Олди «Пасынки восьмой заповеди» и «Маг в законе». С. Лукьяненко и Ю. Буркиным в соавторстве написан роман «Остров Русь». Авторами славянского фэнтези являются и А. Пехов, Е. Красницкий, А. Мазин, А. Прозоров, С. Алексеев. Славянское фэнтези также представлено белорусскими авторами — произведениями С. Булыги, Н. Ракитиной, О. Громыко и других.

### Мнения исследователей
Социальный антрополог и фольклорист К. Королёв в исследовании истоков славянского фэнтези опирается на мнения литературоведов, относящих к примерам «славянского профэнтези» сказки Пушкина, поэму «Руслан и Людмила», повести Гоголя «Вечера на хуторе близ Диканьки», «Вий», «Ночь перед Рождеством», роман А. А. Кондратьева и другие произведения литературы, имеющие отношение к сказкам и славянской мифологии.
Историк, археолог и религиевед, писатель-фантаст Д. М. Дудко считает, что славянское направление «фэнтези (как и вся литературная фантастика) выросло из народного творчества и для успешного развития» должно сохранить основные славянские ценности: «коллективизм, патриотизм, миролюбие, близость к природе», для чего создатели этой литературы «должны глубоко и серьёзно знать историю, культуру, фольклор славян».
Литературный критик, литературовед и публицист С. Чупринин считает, что славянское фэнтези представляет собой копию западного фэнтези с использованием «псевдославянского колорита», попыткой российских авторов создать конкуренцию западному фэнтези.
Е. Афанасьева связывает поджанр с волшебной сказкой, Е. Харитонова видит в его основе русский волшебно-авантюрный роман XVIII века. В. Кайгородова отмечает схожесть писательской традиции авторов Серебряного века и славянского фэнтези. По мнению Е. Сафрон, основой славянского фэнтези является волшебная сказка, а также фольклорно-мифологическое наследие древних славян. А. В. Сафрон считает славянское фэнтези гибридом фольклорных жанров, мифологии и литературной традиции: рыцарского романа, романтической новеллы и мистической литературы конца XIX — начала XX века и является не подражанием западной традиции, а оригинальным направлением русской литературы на основе народной традиции. О. Криницына выделяет в славянском фэнтези элементы героического эпоса, легенд, рыцарского романа, литературной сказки, романтической повести и готического романа, считая поджанр гибридом сказки, приключенческого романа и боевика, поскольку ему свойственны фантастическая картина мира, сказочно-мифологическая основа и множественный жанровый синтез. По мнению А. В. Барашковой, славянское фэнтези представляет собой соединение исторических данных, мифологическо-фольклорного наследия и авторского процесса мифотворчества.

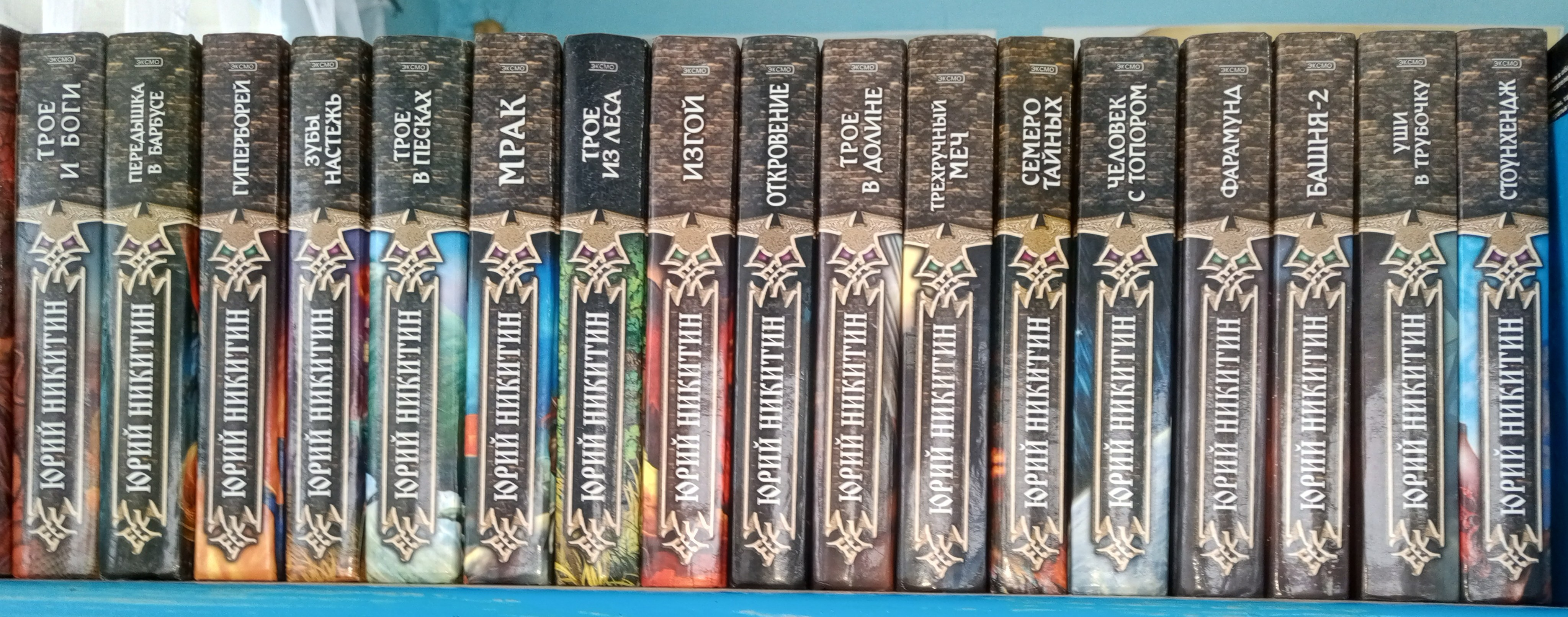
Юрий Никитин, издательство «Эксмо», 2003—2005 годы

О. Криницына относит появление жанра к 1990-м годам, а первым произведением в данном жанре называет вышедший в 1995 году роман «Волкодав» Марии Семёновой, а в январе 2007 года журнал «Мир фантастики» наградил Марию Семёнову титулом «создательницы славянского фэнтези». По мнению Е. Сафрон, славянское фэнтези оформилось как самостоятельный жанр только в конце XX и начале XXI века. По мнению С. Чупринина, одним из основателей современного славянского фэнтези (точнее его героического направления) стал Юрий Никитин с серией романов «Трое из Леса». Анджей Сапковский писал о популярности славянского фэнтези среди польских писателей фэнтези еще в 1993 году в эссе «Пируг, или Нет золота в Серых Горах», однако считал, что оно в целом не состоялось. Цикл произведений самого Анджея Сапковского «Ведьмак» называют представителем славянского фэнтези, однако и сам Сапковский считал себя представителем классического фэнтези, и, по мнению литературоведов (например В. Смирнова), в «Ведьмаке» присутствуют только отдельные черты славянского фэнтези, занимающие малую часть структуры произведения. Д. Карамышева относит цикл «Ведьмак» к эпическим произведениям, близким к художественному сказочному миру, в котором совмещаются элементы традиционного западного и славянского поджанра фэнтези.

## Художественные средства
В произведениях, написанных в стиле славянского фэнтези, в основном используются две модели репрезентации славянской мифологии: авторская, которая опирается на мифопоэтические воззрения древних славян и на реконструкцию мифологической «действительности», где описываемый мир приближен к реальности — оба метода нацелены на «исследование двух соприродных процессов: на переосмысление мифологических сюжетов и образов, с одной стороны, и на функционирование художественных „конструкций“ по законам мифомышления — с другой».
Из жанра волшебной сказки славянское фэнтези заимствовало образ вымышленного мира на основе волшебства, сказочных героев (Лешего, Кощея, Змея Горынича и Бабы Яги) в виде атрибутика обычной повседневности, различные волшебные предметы в виде дудочек или зеркал, а также сказочно-условной топонимики мира. Также образ главного героя в славянском фэнтези в виде воина-ученика с магическими способностями, чудесно рожденного, обладающего бессмертием и способностью к оборотничеству восходит к традициям волшебной сказки. Также с волшебной сказкой славянское фэнтези роднит использование слабых или отверженных людей в качестве главных героев и идея о необходимости обряда инициации для обретения магических способностей. Из отличий славянского фэнтези от волшебной сказки А. Гусарова называет усиление сакрального значения главного героя, что проявляется в том числе в возможности борьбы главного героя с богами.
Также, помимо сказочных и мифологических основ, славянское фэнтези активно использует элементы славянской культуры: огнепоклонничества, подношения воде, начертание знака огня и прочее, что позволяет герою иметь не только сказочные черты, но и идентификацию соблюдающего обычаи и традиции предков славянина. Славянское фэнтези подвергается влиянию общих норм развлекательного нарратива как со стороны близких литературных жанров (историко-авантюрного романа и боевика), так и со стороны кинематографа, компьютерных игр и живописи.
К. Королёв считает, что славянское фэнтези находится в нише глобального сюжета, характерного для российской культуры («славянского» метасюжета), который разворачивается во многих сферах общественной жизни — музыке, кинематографе, живописи, символической политике, научной деятельности и литературе. Славянское фэнтези уделяет пристальное внимание национальной «традиции» во всем её многообразии: фиксируя как повседневный быт, так и реконструкцию прошлого при помощи воображения, используя либо излишнюю героизацию, либо создавая юмористические образы.
Отличительные черты
Славянскому фэнтези, как отмечают К. Королёв, М. П. Абашева, Е. Сафрон, О. Криницына, А. Барашкова, А. Дёмина, Т. Н. Бреева и Л. Ф. Хабибуллина и другие исследователи, присущи характерные для этого вида литературы следующие черты и элементы:
- использование мифологии славян, фольклорных сюжетов и образов;
- опора на национальный этнографический материал;
- границы вымышленных миров совпадают с местами расселения восточных славян;
- картина мира создаётся на основе славянской мифологии;
- подвиги героев часто описываются в реалиях дохристианской Руси;
- с развитием поджанра фантастическое начало уступает место элементам историко-приключенческой прозы;
- герои не ищут личной славы, часто их целью становится установление равновесия между Хаосом и Космосом, а путешествие — способом обрести подлинную историю своего народа.

Жанровые элементы
- вымышленный мир;
- фольклорные персонажи;
- авантюрный сюжет;
- соответствующий сюжетной линии антураж — древний мир, будущее или современность;
- противопоставление технологий и волшебства;
- противостояние добра и зла как основного сюжетообразующего элемента.

Литературоведы, критики и писатели отмечают, что, в отличие от западного, славянское фэнтези редко использует эпос Средневековья: если в западном фэнтези популярны произведения артуровского цикла, то в славянском фэнтези сюжеты богатырских былин сравнительно редки. Славянское фэнтези не ориентировано на описание иллюзорных или техногенных миров будущего, авторы чаще погружают читателей в мир прошлого. По мнению О. Криницыной, славянское фэнтези отличается повышенной психологической достоверностью героев. Владимир Березин, кроме национальных особенностей сюжета, ещё одной особенностью славянского фэнтези считает стилизацию языка под «древнеславянские говоры».
Некоторые русскоязычные писатели используют скандинавскую мифологию (отнесённую к. ф. н. Е. А. Сафрон к западной фэнтези) — например Елизавета Дворецкая с циклом романов «Корабль во фьорде», а некоторые англоязычные писатели — древнерусский языческий фольклор (например, Кэролайн Черри с романами «Русалка» (Rusalka, 1989) и «Черневог» (Chernevog, 1990). Одним из самых знаменитых писателей, которого можно отнести к славянскому фэнтези, является Анджей Сапковский — автор культовых романов о Ведьмаке, по которым в дальнейшем вышла известная игровая трилогия.
Для славянского фэнтези непременным атрибутом стал мир языческих богов и других мифологических персонажей. Ряд авторов, работающих в этом жанре, насыщают свои произведения славянским языческим колоритом, другие используют иные маркеры, создающие славянский антураж. В сравнении с образами славянских богов, аутентичные представления о которых почти неизвестны, проще использовать фольклорные, сказочные образы, не сковывающие фантазию авторов. Так, большой популярностью среди писателей пользуется Кощей Бессмертный, являющийся одним из самых часто упоминаемых в книгах российских фантастов персонажей русского фольклора. Некоторые авторы сочетают жанры славянского фэнтези и «альтернативной истории». В других случаях персонажи восточнославянской мифологии могут использоваться вне славянского контекста (цикл «Сварог» популярного российского писателя Александр Бушкова), когда восточнославянские языческие образы включаются в мир «классического» волшебного фэнтези. Упоминание восточнославянских божеств рассматривается как наиболее значимый маркер присутствия языческих мотивов в семантическом пространстве текста. Авторы в целом опираясь на скудные данные исторических источников, в той или иной степени выстраивают собственные мифы о славянских божествах. Одни авторы (например, Елизавета Дворецкая) собрают исторические и этнографические данных, на основе которых вырисовывают образы божеств, тогда как для других (например, Юрий Никитин) предпочтительнее вариант, когда источники дают минимум информации, не ограничивая фантазию автора.
Помимо профессиональных литераторов, авторами подобных произведений могут быть представители неоязыческой среды, например, Дмитрий Гаврилов и Владимир Егоров («Падение Арконы»), Александр Белов (рассказы «Аркона», «Гривна Святовита»).
К числу продуктов кинематографа к поджанру славянского фэнтези принадлежат российские фильм «Русичи» (2008) режиссёра Адель Аль-Хадада, создатели которого полностью абстрагировались от исторических реалий и использовали лишь условные славянские атрибуты, приключенческий телесериал «Дружина» (2015) Михаила Колпахчиева и ряд других работ.
В произведениях славянских авторов различных стран (русских, украинских, белорусских, чешских и польских писателей) существует определённая степень единства подходов в творческом использовании славянской фольклорно-мифологической традиции. О. П. Криницына отмечает, что использование славянских мотивов стало популярным и за пределами славянского мира: Кэролайн Черри в 1989—1991 годах написала цикл «Славянские хроники» с русалками в качестве главных героев, Питер Морвуд в 1991—1993 годах написал цикл «Иван-царевич» с использованием таких героев древнерусских сказок, как Кощей, Жар-Птица, Спящая Царевна, Орсон Скотт Кард написал роман «Чародейство» с битвой американского аспиранта с Бабой Ягой в эпоху Киевской Руси.

## Виды
Достаточно молодой субжанр славянского фэнтези на сегодняшний день не имеет единой классификации как русского, так и западного фэнтези, так как пока не изучен в достаточной мере и вызывает споры среди исследователей. Нет точных критериев, по которым можно было бы определить принадлежность того или иного произведения к поджанру славянского фэнтези. Исследовательская литература представлена различными точками зрения на историю субжанра.
Работы исследователей, посвящённые изучению славянского фэнтези, прежде всего представляют собой обзорные очерки истории развития субжанра с анализом отдельных произведений разных представителей массовой литературы. Новый вид изучался литературоведами и литературными критиками наряду с другими субжанрами в рамках жанра русского фэнтези в работах В. Кайгородовой, А. Гусаровой, А. Е. Чепур, Е. Афанасьевой, статьях К. Крылова, Л. Прозорова и других. В произведениях представителей этого субжанра (А. Прозорова, М. Семеновой, Е. Дворецкой, Ю. Никитина, В. Маслюкова, С. Алексеева и других) создаются образы догосударственного периода славян и древней Руси при помощи средств языковой стилизации, стереотипной атрибутики представлений — мифологических сюжетов и образов древних славян, пантеона богов, преданий, легенд, реалий быта, что послужило причиной наименования разновидности этого вида фэнтези — «славянское фэнтези». По мнению старшего преподавателя кафедры скандинавской филологии ФГБОУ ВПО «Петрозаводский государственный университет» Е. Сафрон, данное название носит слишком «обобщённый характер». Фэнтези как типичное направление массовой культуры, по мнению К. Королёва, обладает следующими признаками: обращено к самой широкой аудитории, относится к разряду занимательной (развлекательной) литературы, обладает достаточной тиражируемостью и не может существовать «вне пространства и контекста массовой культуры».
Е. А. Сафрон при классификации славянского фэнтези использует общую систему классификации фэнтези, основанную на книге М. С. Кагана «Морфология искусства. Историко-теоретическое исследование внутреннего строения мира искусств». Евгений Гарцевич в рамках славянского фэнтези выделяет две подгруппы: историческое и героическое фэнтези. С. Журавлёв и Ж. Журавлёва классифицируют славянское фэнтези на три направления: историческое, героическое и юмористическое.
По мнению Е. А. Сафрон, славянское фэнтези использует общую для всех славянских народов культурную традицию без разделения по отдельным народам. Поджанр можно разделить, по мнению исследователя, на фэнтези:
- Эпическое и романтическое.

Эпическое — цикл Ю. А. Никитина «Трое» (имеющий, однако, признаки и других разновидностей славянского фэнтези), цикл С. Фомичёва «Мещёрские волхвы» (романы «Серая Орда», «Пророчество Предславы» и «Сон Ястреба».
Романтическое — романы «Князья леса» Е. А. Дворецкой, где главной темой является божественная и земная любовь.
- Историческое.

Разновидность славянского фэнтези, характеризующаяся наличием элементов исторического романа. Берёт своё начало от романа Марии Семёновой «Волкодав», где велика доля исторического элемента (описание быта, нравов и антуража). Роман положил начало циклу из шести книг: «Волкодав», «Волкодав. Право на поединок», «Истовик-камень», «Волкодав. Знамение пути», «Самоцветные горы» и «Мир по дороге». Успех Семёновой привел к появлению последователей, создавших цикл «Мир Волкодава»: Павел Молитвин со сборником «Спутники Волкодава» и романами «Ветер удачи», «Путь Эвриха» и «Тень императора»; Андрей Мартьянов «Время беды», «Последняя война» и «Эпоха бедствий»; Алексей Семёнов «Травень-Остров» и «Листья полыни»; Елена Хаецкая «Степная дорога». Исторический роман и славянское фэнтези соединяет в своих произведениях Елизавета Дворецкая — например, цикл «Князья леса», состоящий из трёх романов «Огненный волк» (1997), «Утренний всадник» (2002) и «Весна незнаемая» (2002). К исторической разновидности славянского фэнтези относятся романы Ольги Григорьевой «Колдун», «Берсерк» и «Ладога» и роман Сергея Шведова «Шатун», цикл С. Фомичева «Мещерские волхвы» и серия «Боярская сотня».
- Героическое и юмористическое.

Данная разновидность славянского фэнтези характеризуется большим процентом боевых сцен в содержании произведений и ускоренной динамикой сюжета. Берёт своё начало от цикла романов Марии Семеновой о Волкодаве и её романа «Бусый волк» и Юрия Никитина с циклами романов «Гиперборея», «Трое из леса» и «Княжеский пир». Цикл «Гиперборея» состоит из трёх романов: «Ингвар и Ольха», «Князь Владимир» и «Князь Рус». Цикл «Трое из леса» включает в себя полтора десятка книг, в которых три общих главных героя Мрак, Олег и Таргитай. Серия «Княжеский пир» (с былинными героями в главной роли) обращается к патриотическим темам: возвращение к славянским корням, величие и слава Киевской Руси и борьба с иноземными захватчиками. К славянско-героическому фэнтези также относится цикл романов «Летописи Владигора».
К данной разновидности славянской фэнтези относятся: Михаил Успенский (цикл о Жихаре, «Устав соколиной охоты»), цикл Андрея Белянина «Тайный сыск царя Гороха», повесть Ольги Громыко «О бедном Кощее замолвите слово».
- Славянское фэнтези смешанного типа.

Произведения, одновременно сочетающие в себе признаки различных жанров, например славянского фэнтези и научной фантастики, на грани которых написан роман в жанре «славянской техномагии» Ю. С. Буркина и С. В. Лукьяненко «Остров Русь» (1993).

## Эволюция
По мнению О. Криницыной, на начальном этапе существования в 1990-е годы произведения славянского фэнтези копировали общие черты классического фэнтези, основанного на произведениях Толкина, однако по мере развития поджанр стал приобретать свои специфические уникальные черты. При этом автор отмечает, что за 15 лет существования жанра славянское фэнтези постепенно теряет фантастические элементы и тяготеет к историко-приключенческой прозе. В 1990—2000-е годы славянское фэнтези эволюционировало от околосказочного повествования по образцу произведений Толкина (только отличающегося славянским антуражем) до претендующих на достоверность произведений об историческом прошлом. При этом элемент вымысла позволяет славянскому фэнтези использовать более разнообразные сюжетные линии по сравнению с классическим историческим романом. В последнее время наблюдается упрощение описательной части славянской культуры с усилением элементом героической фэнтези и приключенческого боевика. Также развитие славянского фэнтези идет в направлении от общего универсального мифа к множеству частных авторских мифологических систем.

## Идеолого-политический дискурс
На славянское фэнтези активно воздействует идеолого-политического дискурс национальной идентификации о национальных корнях, величии и древности нации. По мнению М. Абашевой и О. Криницыной, распад Советского Союза привел к утрате россиянами самосознания гражданина великой державы, что привело к защитной психологической реакции в виде попыток идеализации нации и, в частности, нашло свое отражение в славянском фэнтези в виде неомифологических представлений о генезисе русского народа. О. Криницына выделяет три основные идеи о национальной исключительности в славянском фэнтези и приходит к выводу, что славянское фэнтези становится популяризатором мечты читателей о сильном народе, едином государстве и особой миссии русских.
По мнению К. Королёва, «славянский элемент» оказывается принципиально важным для воображения «русскости», так как наделяет конструируемое пространство понятиями «они» и «мы», придавая им «историческую глубину» и «легитимизируя концепцию особого пути и особой „цивилизационной“ миссии русских как славян и славян, понимаемых прежде всего как русские». Бреева писала, что оппозиция «свой — чужой», формирующая образ Чужого/Другого, в славянском фэнтези становится значимым конструктом национального мифа. Из стратегий формирования национального мифа преобладают сказочная и богатырская модели. Идейную основу славянского фэнтези могут составлять реваншистский настроения. Оппозицию сказочных и мифологических персонажей, разделённых по принципу «свой — чужой», К. Королёв назвал «квазифольклорным „бестиарием“».
В 1990-е годы в произведениях жанра славянского фэнтези получила широкий отклик тема возникновения русского государства, что стало реакцией на настроения массовой аудитории, связанные с «обидой за Отечество». Росло количество произведений в стиле фэнтези, воспроизводивших идею, что варяги были одним из племён прибалтийских славян. Однако авторы в целом декларативно опираясь на антинорманскую концепцию, часто «проговариваются», применяя скандинавскую лексику, называя варяжских вождей конунгами, варяжскую знать — ярлами, а варяжское вече — тингом; вводя скандинавские имена «варягов-славян»: Эрик, Улаф, Хельга, Ингвар. Роман «Варяги» А. Тестова в стиле путешествия во времени отражает историческую реконструкцию, вид молодёжного досуга, который получил распространение в 1990-е годы. С точки зрения молодых реконструкторов, главных действующих лиц романа, выбор викингов или славян — дело вкуса, эти образы в равной мере привлекательны и романтические.
Среди инонациональных типов выделяются «нация-предшественник» и «нация-соперник». Первый включает образы варягов (викингов, норманнов, западных славян), ко второму относятся восточные народы, ромеи, поляки, немцы/тевтоны. В рамках инонационального образного ряда большей востребованностью и художественной проработанностью отличается норманнская составляющая. Актуализация темы «нации-предшественника» в 1990-е годы имела причиной кризисом имперского сознания, что компенсировалось ростом национализма, в котором принципиально важной стала этиологическая тематика, что оказало влияние и на славянское фэнтези. Отказ от прямого воспроизведения антинорманизма, по мнению Бреевой, свидетельствует о вторичном присвоении норманнского компонента, что происходит по двум основным направлениям, которые совпадают с гендерными версиями славянского фэнтези. В мужском варианте присвоение происходит через посредство родовой модели, на коллективном уровне национальной идентичности. Женский вариант выдвигает на первый план интимно-личную модель, позволяющую перенести варягов в зону «своего». Модель «нации-предшественника» обеспечивает втягивание «чужого» в сферу «своего» и в то же время сохранение качественной неполноты, что отражает реваншистскую направленность славянского фэнтези.
Противостояние персонажей, построенное на стереотипах, включающих элементы этиологической тематики, сюжетные коллизии на основе конфликта по гендерному и/или национальному признаку различного характера в славянском фэнтези отмечают д. ф. н. Т. Н. Бреева, д. ф. н. Л. Ф. Хабибуллина на примере произведений авторов-женщин (М. Семёнова «Валькирия», О. Григорьева «Берсерк», Е. Дворецкая «Лес на Той Стороне») и авторов-мужчин (Ю. Никитин «Гиперборей» и «Княжий пир», О. Дивов «Храбр», И. Кошкин «Илья Муромец», Р. Канушкин «Последний варяг» и т. д.).
Некоторые произведения славянского фэнтези и других направлений фантастики воспроизводят идею мировой истории как вечной расовой борьбы «арийцев» и евреев. Такие произведения создаются как писателями, так и самодеятельными авторами и радикальными политиками, иногда неоязыческими волхвами. В 1990-х годах неоязыческий писатель Юрий Петухов издавал свои подготовленные в 1980-х годах книги в стиле фэнтези, основным сюжетным стержнем которых была вечная борьба сил добра и зла, «арийцев» и евреев. Действие этих произведений перенесено далёкое будущее, но оно постоянно смыкается и переплетается с глубоким прошлым, в котором действовали славянские волхвы и непобедимые богатыри.
В ряде произведений фэнтези излагается идея Гипербореи, полярной прародины «арийцев» или славян. В 1990-х годы популярным сюжетом фэнтези стала «Велесова книга».

## Читательская аудитория и влияние
А. Барашкова отмечает, что славянское фэнтези является одним из самых популярных направлений фэнтези России, что, по её мнению, связано со стремлением читательской аудитории приобщиться к духовно близкой мифологической и фольклорной традиции. Причину популярности славянского фэнтези автор объясняет обращением к национальной фольклорно-сказочной традиции — это позволяет читателям увидеть в славянском фэнтези духовно близкого национального героя, а также переосмыслить ви́дение современной России.
Причина популярности славянского фэнтези, по мнению О. Криницыной, состоит в использовании мифологизированного нарратива о прошлом — как попытки восстановить национальное самосознание русских после потери имперского величия в 1990-е годы.
Отмеченная выше эволюция славянского фэнтези от волшебной сказки к историко-авантюрному роману, по мнению О. Криницыной, связана с особенностями читательской аудитории: вопреки распространённому мнению, основными читателями славянского фэнтези являются не дети (для которых, скорее, более популярно западное фэнтези), а некая социально-возрастная группа (мужчины 30—40 лет со средним специальным или высшим образованием, работающие в сфере силовых структур), для которых актуальны вопросы национальной идентификации, так как эта же группа также читает боевики и триллеры. Данную целевую аудиторию привлекают в славянском фэнтези одновременно мифологизированная история с политическим подтекстом и обилие приключенческих действий. Также славянское фэнтези (книги Юрия Никитина, Сергея Алексеева) является частью субкультуры неоязычества. Популярность славянского фэнтези автор видит в соединении сказочных мотивов с историческими описаниями, а также вымысла с элементами реальности.
По мнению А. А. Бескова, популярность славянского фэнтези, для которого славянские языческие боги и другие мифологические персонажи стали непременными атрибутами, свидетельствует, что читательская аудитория (для фэнтези прежде всего молодёжь) относится к восточнославянскому язычеству с положительным интересом.
Историк и религиовед Р. В. Шиженский отмечает, что фэнтези является одним из существенных источников для славянского неоязычества. Историк В. Б. Яшин писал, что образы и мотивы фэнтези активно включаются в неоязыческие откровения. Религиовед A. B. Гайдуков среди прочих направлений славянского неоязычества выделяет этнографическо-игровые объединения или группы, близкие к участникам ролевых игр по мотивам произведений фэнтези.
По мнению историка В. А. Шнирельмана, благодаря распространению славянского фэнтези в России получил популярность поэтический термин «русичи».
Ряд произведений славянского фэнтези, содержащих идею мировой истории как вечной расовой борьбы «арийцев» и евреев, привлекает внимание праворадикальных активистов. Эта литература обнаруживалась в квартирах скинхедов, подозреваемых в нападениях на людей.